# رون كوكي
رون كوكي (بالإنجليزية: Ronald Urwick Cooke)‏ هو جغرافي بريطاني، ولد في 1 سبتمبر 1941.